# Pruszków
Pruszków (udtale: [ˈpruʂkuf]  ( hør) (Yiddish: פּרושקאָוו, Prushkov) er en by og en kommune (Gmina) der ligger i det østlige, centrale Polen, i voivodskabet Masovien (Województwo mazowieckie) og har 65.283(2021) indbyggere og et areal på		19,15 km². Den er administrationsby i powiatet (amt) Pruszków.

## Historie
Pruszków fik først som en byrettigheder i 1916 under Første Verdenskrig, selvom landsbyen først blev nævnt i krøniker i det 15. århundrede. Inden for Kongeriget Polens krone, var det en privat by for polsk adel, administrativt beliggende i provinsen Storpolen. Udviklingen af byen blev hjulpet af opførelsen af Warszawa-Wien-jernbanen i det 19. århundrede og opførelsen af Warszawa pendlerjernbane (Elektryczna Kolej Dojazdowa, nu Warszawska Kolej Dojazdowa), Polens første elektrificerede pendlerlinje, i 1927. I slutningen af 1800-tallet udviklede industrien sig intensivt i Pruszków med fabrikation af nåle, porcelæn, fajance og sæbe i Pruszków.

## Galleri
- Sokół slot
- Den ubesmittede undfangelses kirke
- Midtbyen
- Potulicki slot